# Reena Roy
Reena Roy (Mumbai, 7 gennaio 1957) è un'attrice indiana.

## Filmografia parziale
- Madhosh, regia di Desh Gautam (1974)
- Nagin, regia di Rajkumar Kohli (1976)
- Apnapan, regia di J. Om Prakash (1977)
- Vishwanath, regia di Subhash Ghai (1978)
- Badalte Rishtey, regia di R. Jhalani (1978)
- Jaani Dushman, regia di Rajkumar Kohli (1979)
- Aasha, regia di J. Om Prakash (1980)
- Aadmi Khilona Hai, regia di J. Om Prakash (1993)

## Premi
- Filmfare Awards
  - 1977: "Best Supporting Actress"